# Avàntics
Els avàntics (en llatí Avantici) van ser un poble gal o potser lígur que l'emperador Galba va incloure dins la Gàl·lia Narbonense, segons diu Plini el Vell. La seva capital segons Plini, era Dinia, l'actual Dinha.